# Bilimau
Bilimau ist ein osttimoresischer Ort im Verwaltungsamt Cailaco (Gemeinde Bobonaro). Das Dorf liegt im Norden von Cailaco, auf einer Meereshöhe von 83 m. Sein Ostteil gehört zur Aldeia Heda (Suco Purugua), der Westteil zur Aldeia Tirimoso (Suco Guenu Lai). Östlich fließt der Marobo, über den hier die Bilimau-Brücke (portugiesisch Ponte Bilimau) führt. Durch das Dorf geht die Überlandstraße von Maliana nach Hatolia Vila. An ihr liegt auch der westliche Nachbarort Ritiogoro. Südlich liegen die Berge Foho Aimia (231 m) und Foho Ritilau (242 m).
Im Westteil von Bilimau befindet sich ein Hospital, im Ostteil eine medizinische Station, eine Grundschule und eine Kapelle.